# برده‌های بابل
برده‌های بابل یک فیلم ماجراجویی آمریکایی ساخته شده در سال ۱۹۵۳ میلادی به کارگردانی ویلیام کسل و بازی ریچارد کونته و لیندا کریستین است
ویلیام کسل آن را «شاهکار با بودجه کم» خواند.

## داستان
در سال ۵۸۶ پیش از میلاد شهر اورشلیم به دست ارتش پادشاه بُخت نَصَر ویران شد و مردم آن به بردگی در شهر بابل برده شدند. پس از سال‌ها بردگی کردن برای سروران بابلی خود، یهودیان که به سبب زندگی در سرزمینی کافر ایمانشان سست می‌گردید برای رهایی از بند بابلیان دست به ناله و نیایس بردند. دانیال پیامبر، همواره یهودیان را به بردباری و استواری فرا می‌خواند و همواره مژدهٔ ناجی ای که آنان را از بند رها خواهد کرد می‌داد. پس دانیال، ناحوم، یکی از بندگان مؤمن خود را به پادشاهی ماد فرستاد تا به دنبال چوپانی جوان به نام کورُش بگردد، که قرار است به کورش، پادشاه پارس، که کلید آزادی یهودیان است تبدیل شود.

## نقش‌ها
- ریچارد کونته در نقش ناحوم
- لیندا کریستین در نقش پانته آ
- موریس شوارتز در نقش دانیل
- ترنس کیلبورن در نقش کوروش
- مایکل آنسارا در نقش بلشاصر
- لزلی بردلی در نقش بخت نصر
- روت استوری در نقش راشل
- جان کراوفورد در نقش فرمانده آویل
- ریک رومن در نقش Arrioch
- رابرت گریفین در نقش ایشتوویگو
- بئاتریس مود در نقش مادر خواندهٔ کورش
- ویتون چمبرز در نقش پدر خواندهٔ کورش
- پل پورسل در نفش ناظر
- جولی نیومر در نقش رقاص قاتل (در نقش جولی نیومر)